# Johannes Kellinghaus
Johannes Kellinghaus (* 3. August 1881 in Hamborn; † 15. März 1956 ebenda) war Erster Bürgermeister der Stadt Osterfeld.

## Leben
Nach dem Abitur am Gymnasium Recklinghausen studierte Johannes Kellinghaus Rechtswissenschaften in Marburg, Berlin und Münster. Es folgte die erste juristische Staatsprüfung am 29. September 1906 in Hamm. Nach abgeleistetem Militärdienst als Einjährig-Freiwilliger beim Feldartillerie-Regiment 22 in Münster absolvierte er im April 1912 das zweite juristische Staatsexamen in Berlin. Nach kurzer Beschäftigung als Gerichtsassessor in Kleve ließ Kellinghaus sich zum 1. Juni 1912 als Rechtsanwalt in Oberhausen nieder. Im Ersten Weltkrieg diente er von August 1914 bis Kriegsende im November 1918 beim Feld-Artillerie-Regiment 95. Nach Entlassung aus dem Heeresdienst und kurzzeitiger Tätigkeit als Anwalt kam er im Mai 1919 als Verwaltungsanwärter zum Amt Osterfeld. Hier war er von September 1919 bis zum 1. September 1920 besoldeter Beigeordneter, anschließend wurde er Regierungsrat beim Finanzamt Essen. Am 31. August 1921 wurde er zum Ersten Bürgermeister der Stadt Osterfeld gewählt. Nach Bestätigung durch das Preußische Staatsministerium erhielt er die Genehmigung, die Amtsbezeichnung Oberbürgermeister zu führen. Die belgische Besatzungsbehörde wies ihn im Frühjahr 1923 aus; erst gegen Jahresende übernahm er wieder seine gewohnten Amtsgeschäfte. 1929 wurden die Städte Osterfeld, Sterkrade und Oberhausen zur neuen Stadt Oberhausen zusammengeschlossen, worauf Kellinghaus als Beamter zwangsläufig übernommen werden musste, aber ohne Funktion blieb. Zum  31. Januar 1934 ging er in den Ruhestand.
Kellinghaus war Mitglied der Deutschen Zentrumspartei und der katholischen Studentenverbindungen KStV Cimbria Münster, KStV Askania-Burgundia Berlin und KStV Thuringia Marburg.